# Ytterträsket (Töre socken, Norrbotten, 735076-179706)
Ytterträsket är en sjö i Kalix kommun i Norrbotten och ingår i Töreälvens huvudavrinningsområde. Sjön har en area på 0,186 kvadratkilometer och ligger 124,1 meter över havet. Sjön avvattnas av vattendraget Småträskån.

## Delavrinningsområde
Ytterträsket ingår i det delavrinningsområde (735190-179644) som SMHI kallar för Ovan 734845-179859. Medelhöjden är 149 meter över havet och ytan är 17,07 kvadratkilometer. Det finns inga avrinningsområden uppströms utan avrinningsområdet är högsta punkten. Småträskån som avvattnar avrinningsområdet har biflödesordning 2, vilket innebär att vattnet flödar genom totalt 2 vattendrag innan det når havet efter 34 kilometer. Avrinningsområdet består mestadels av skog (82 procent). Avrinningsområdet har 0,45 kvadratkilometer vattenytor vilket ger det en sjöprocent på 2,6 procent.